# Juan Pablo Schiavi
Juan Pablo Schiavi (Buenos Aires, 10 de junio de 1957) es un ingeniero agrónomo y ex-político argentino. Tras la renuncia de Ricardo Jaime en 2009, fue nombrado Secretario de Transporte de Argentina.

## Biografía

### Comienzos
Schiavi se recibió de ingeniero agrónomo en la Universidad de Buenos Aires en 1985. Entre 1983 y 1985 realizó trabajos de laboratorio y de campo en trigo y maíz para el Instituto Nacional de Economía Agropecuaria. En 1985 se convirtió en socio gerente de una empresa de transportes de larga distancia y dirigió un estudio de asesores agropecuarios.

### Actividad política
Comenzó a militar a los 15 años, en las estructuras juveniles que respondían a Montoneros. Schiavi siguió militando dentro de la Juventud Peronista y fue uno de los jóvenes que quiso ingresar por la fuerza a la Casa Rosada el 16 de diciembre de 1982. Dicha protesta se había generado por la represión a una marcha de la multipartidaria que reclamaba elecciones, que provocó la muerte de Dalmiro Flores, baleado en el Cabildo.
Durante la gestión del entonces intendente de la Ciudad de Buenos Aires Carlos Grosso, fue nombrado Subsecretario de Mantenimiento y Servicios de la Municipalidad, el área encargada de gestionar los acuerdos para la recolección de residuos. El principal contratista de la administración Grossista en esta área fue Manliba, perteneciente al Grupo Macri-SOCMA. Schiavi en estos años conoció al presidente de SOCMA, Mauricio Macri, con quien trabajaría más adelante. También generó una estrecha relación con Daniel Chaín, por entonces ejecutivo de SOCMA, y desde 2007 ministro de desarrollo urbano de la Ciudad de Buenos Aires. 
Schiavi y Chain formaron una sociedad comercial durante casi toda la década del 90, un estudio de arquitectura, que, entre otras cosas, realizó la refacción de unas treinta estaciones de trenes.

### Compromiso para el Cambio
Tras la disolución comercial, Daniel Chaín se unió al armado político que Mauricio Macri estaba gestando para conquistar la Jefatura del Gobierno de la Ciudad de Buenos Aires. En la búsqueda de asesores con experiencia y con la recomendación de Chain, Macri nombró a Schiavi como su jefe de campaña y principal operador político del recién fundado Compromiso para el Cambio (CpC) de cara a las elecciones de 2003. Finalmente Macri perdió el ballotage con Aníbal Ibarra. También fue el vicepresidente de Compromiso para el Cambio nacional, alianza nacional de Mauricio Macri junto con Jorge Sobisch, López Murphy y partidos vecinalistas.
Siguieron trabajando juntos hasta 2005, cuando Mauricio Macri empezó a tender lazos con Ricardo López Murphy, Schiavi no compartía la idea y abandonando CpC. De la alianza Macri-López Murphy nacería Propuesta Republicana (PRO). Schiavi fue el jefe de prensa de Mauricio Macri. Juan Pablo Schiavi, jugó un importante papel en dicha elección. Siendo jefe de campaña de Mauricio Macri, expresó: Para Schiavi "nuestro compromiso de acá al 24 de agosto es trabajar más fuerte que nunca, sostener el fuerte caudal electoral que tenemos, relacionarnos más y mejor con la gente" Al momento de asociarse, Macri y Schiavi se conocían de los años en que Carlos Grosso era intendente de la ciudad de Buenos Aires. En aquella época, los Macri eran dueños de Manliba, que en virtud de los acuerdos para la recolección de residuos denunciados como irregulares en más de una oportunidad se convirtió en la principal contratista de la administración grossista. El líder de Compromiso para el Cambio, Mauricio Macri se desempeñaba entonces como presidente del grupo Socma y Schiavi era subsecretario de Mantenimiento Urbano y Servicios de la municipalidad, donde le facilitaba los negocios. también trabó relación con Daniel Chaín, Chaín, hoy ministro de Desarrollo Urbano, era un ejecutivo del Grupo Macri. Schiavi anunció poco después su renuncia a la vicepresidencia segunda de Compromiso para el Cambio.
En aquella época, el grupo Macri eran dueños de Manliba, que en virtud de los acuerdos para la recolección de residuos denunciados como irregulares en más de una oportunidad se convirtió en la principal contratista de la administración grossista.
Luego de la ruptura con Macri, Schiavi vuelve al peronismo porteño. Aníbal Ibarra es destituido del cargo de jefe de gobierno de la ciudad, quedando este en manos de su vicejefe Jorge Telerman, quien nombra a Schiavi al frente del Ministerio de Planeamiento y Obras Públicas en 2006. Una de las obras que realizaron en conjunto fue el fallido Tranvía del Este que recorrió una decena de cuadras en el barrio de Puerto Madero. Según el diario la Nación fue el ideólogo para impulsar el Sistema Único de Boleto electrónico (SUBE), una tarjeta prepaga que, en la práctica, serviría para que las empresas dejen de percibir las millonarias transferencias y, en su reemplazo, ese dinero llegue al bolsillo de los usuarios.
Al llegar Macri a la Jefatura de Gobierno en 2007, De Vido convocó a Schiavi para ponerse al frente de la Administración de Infraestructuras Ferroviarias (ADIF), una empresa estatal que fue creada para impulsar las inversiones que le permitirían llevar adelante un reordenamiento ferroviario que nunca se concretó.

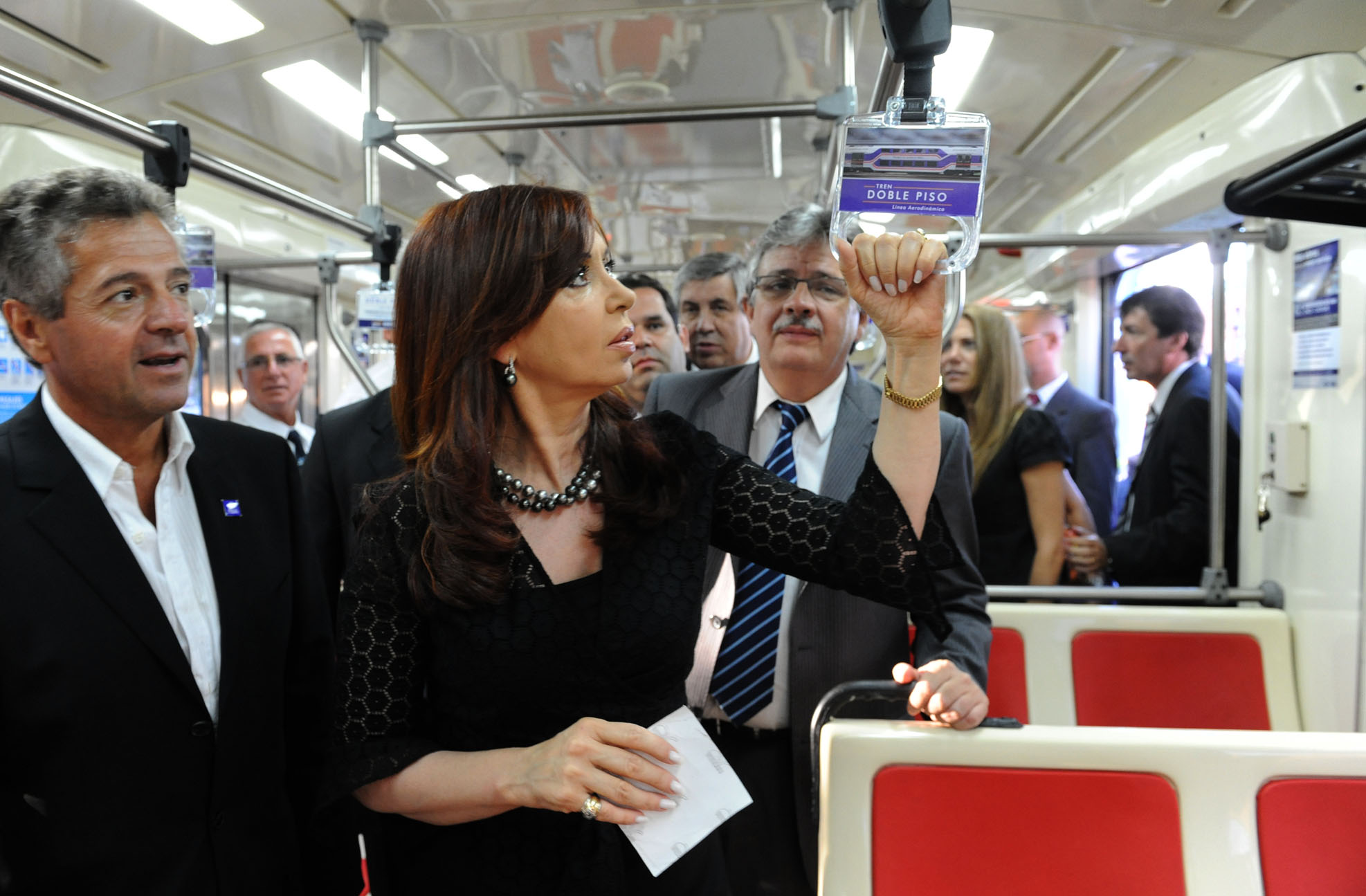
la entonces presidenta Cristina Fernández de Kirchner junto a Schiavi y las autoridades de TBA en la inauguración del tren doble piso para la línea Sarmiento, en marzo de 2011

### Secretaría de Transporte
Llevó adelante un plan para la eliminación y redistribución progresiva de los subsidios que el estado nacional otorga a los medios de transporte público. Impulsó la creación del Sistema Único de Boleto Electrónico (SUBE), una tarjeta prepaga que, en la práctica, servirá para que las empresas dejen de percibir directamente los subsidios y que ese dinero llegue al bolsillo de los usuarios.
Renunció a su cargo el 7 de marzo de 2012, alegando "estrictas razones de salud" luego de una intervención cardiovascular del tipo angioplastia con la colocación de stent y dos angioplastias simples. Su lugar fue ocupado por Alejandro Ramos, intendente de Granadero Baigorria en la provincia de Santa Fe.

#### Tragedia de Once
En el marco de la investigación judicial por el accidente ferroviario de Once de 2012 (ocurrido durante su gestión como secretario de transporte) el juez federal Claudio Bonadio lo declaró culpable del delito de defraudación contra la administración pública y descarrilamiento culposo, condenándolo a ocho años de prisión. La decisión del magistrado fue criticada por el abogado Gregorio Dalbón, que representa a un grupo de familiares y sobrevivientes de la tragedia de Once, señaló que Bonadio utilizó el accidente "para catapultarse a la política". El letrado, aseguró que Bonadio hizo "una caza de brujas" al intentar convencer de que "se trataba de una acción fraudulenta del Estado" y "nosotros dijimos que era un disparate y la cámara nos dio la razón". El juez Bonadio previamente había sobreseído al maquinista Marcos Córdoba a pesar de que algunas pericias indicaron que el maquinista largó el freno de hombre muerto y dejó el tren a la deriva los últimos 200 metros.